# Elizabeth Monroe
Elizabeth Kortright Monroe (30 de junho de 1768 – 23 de setembro de 1830) foi esposa do 5º presidente estadunidense, James Monroe, além de 5ª primeira-dama do país. Nasceu em Nova Iorque em 30 de junho de 1768, filha de Lawrence Kortright, um oficial do exército britânico e proeminente mercadista que perdeu muito de sua fortuna durante a Revolução, e Hannah Aspinwall-Kortright. Com uma beleza estrutural com cabelos castanhos e olhos azuis, ela chamou a atenção de James Monroe em 1785, enquanto ela estava em Nova Iorque como membro do Congresso Continental. James, aos vinte e sete anos de idade, casou-se com Elizabeth, aos dezessete, em 16 de fevereiro de 1786 na cidade de Nova Iorque.
Após uma breve lua-de-mel em Long Island, os recém-casados retornaram a Nova Iorque para viver com o pai de Elizabeth até à suspensão do Congresso. Em Paris, como esposa de um Ministro Americano durante o Reino de Terror, ela tentou ajudar a assegurar a libertação de Madame LaFayette, esposa do Marquês de La Fayette, porém já era tarde quando ela soube de sua prisão e até morte por guilhotina.
James e Elizabeth tiveram três filhos: Eliza Kortright Monroe-Hay (1787 - ?), James Spence Monroe (morto aos 2 anos de idade) e Maria Hester Monroe-Gouverneur (1803 - 1850). Embora Elizabeth Monroe tenha recuperado uma medida de respeito e admiração durante o segundo mandato do marido, ela mal comparou-se à sua predecessora como primeira-dama estadunidense, Dolley Madison, que teve cativou a sociedade de Washington DC, estabelecendo um padrão pelo qual as futuras primeiras-damas foram avaliadas.
Doente e sofrendo de longas doenças, Elizabeth faleceu em 23 de setembro de 1830, aos 62 anos de idade, em sua casa, em Oak Hill, Condado de London, na estado da Virgínia. Foi enterrada no Hollywood Cemetery em Richmond (Virgínia).